# Zmarli w roku 1801
Lista osób zmarłych w 1801:

## luty 1801
- 7 lutego – Daniel Chodowiecki, polsko-niemiecki malarz i rysownik[1]

## marzec 1801
- 14 marca – Ignacy Krasicki, poeta, dramaturg i publicysta, prymas Polski[2]
- 21 marca – Andrea Luchesi, włoski kompozytor[3]
- 23 marca – Paweł I Romanow, cesarz Rosji[4]
- 24 marca – Dydak z Kadyksu, hiszpański kapucyn, błogosławiony katolicki[5]
- 25 marca – Novalis, niemiecki poeta i prozaik[6]
- 27 marca – Piotr Jo Yong-sam, koreański męczennik, błogosławiony katolicki[7]

## kwiecień 1801
- 8 kwietnia:
  - Jan Choe Chang-hyeon, koreański męczennik, błogosławiony katolicki[7]
  - Tomasz Choe Pil-gong, koreański męczennik, błogosławiony katolicki[7]
  - Franciszek Ksawery Hong Gyo-man, koreański męczennik, błogosławiony katolicki[7]
  - Łukasz Hong Nak-min, koreański męczennik, błogosławiony katolicki[7]
  - Augustyn Jeong Yak-jong, koreański męczennik, błogosławiony katolicki[7]
- 25 kwietnia:
  - Marcelin Choe Chang-ju, koreański męczennik, błogosławiony katolicki[7]
  - Jan Won Gyeong-do, koreański męczennik, błogosławiony katolicki[7]
  - Marcin Yi Jung-bae, koreański męczennik, błogosławiony katolicki[7]
- 27 kwietnia – Jakub Yun Yu-o, koreański męczennik, błogosławiony katolicki[7]

## maj 1801
- 14 maja:
  - Piotr Choe Pil-je, koreański męczennik, błogosławiony katolicki[7]
  - Łucja Yun Un-hye, koreańska męczennica, błogosławiona katolicka[7]
- 31 maja – Jakub Zhou Wenmo, chiński duchowny katolicki, misjonarz, męczennik, błogosławiony[7]

## listopad 1801
- 14 listopada – Grzegorz Piramowicz, polski pedagog i działacz oświatowy[8]
- 28 listopada – Deodat Dolomieu, francuski geolog, wulkanolog, podróżnik[9]